# Reichsbürgerrat
Der Reichsbürgerrat wurde am 5. Januar 1919 in Berlin als Spitzenorganisation der Bürgerräte, die im Zuge der Novemberrevolution als Gegengründungen zu den Arbeiter- und Soldatenräten in zahlreichen deutschen Städten entstanden waren, ins Leben gerufen.

## Entwicklung

### Hintergrund
Die Bürgerräte waren Ausschüsse und Komitees, deren Zweck zunächst die Sammlung der durch die revolutionäre Krise vorübergehend an den Rand gedrängten bürgerlichen Politiker und sonstiger städtischer Honoratioren war. Diese Gremien entstanden im November und Dezember 1918 in vielen deutschen Städten und bezeichneten sich in Anlehnung an die Arbeiter- und Soldatenräte meist selbst als „Räte“. Wesentliche Anreger dieser Gründungen waren mit Curt Köhler und Jacob Riesser zwei führende Funktionäre des Hansa-Bundes. Die Bürgerräte widmeten sich anfänglich vor allem der Propaganda für die rasche Einberufung einer Nationalversammlung, von der sie sich die Delegitimierung und Entmachtung der Arbeiter- und Soldatenräte erhofften. Großes Augenmerk legten viele Bürgerräte auf die Beeinflussung der heimkehrenden Frontsoldaten. Im Dezember gingen einzelne Bürgerräte dazu über, die Aufstellung von Freikorps zu initiieren bzw. zu finanzieren, darunter der Berliner Bürgerrat unter Leitung von Salomon Marx. Der Leipziger Bürgerrat kooperierte mit einem Kreis ehemaliger und aktiver Offiziere, der sich selbst „Weiße Garde“ nannte. Der Bürgerrat München beteiligte sich zusammen mit Offizieren und rechtsradikalen Zirkeln an der Vorbereitung eines – gescheiterten – Staatsstreichs (vgl. Buttmann-Verschwörung), der Bremer Bürgerausschuss hatte die Absicht, mit Hilfe des zurückgekehrten Infanterie-Regiments 75 gegen den Arbeiter- und Soldatenrat zu putschen. Im Frühjahr 1919 spielten die Bürgerräte in vielen Städten und Gemeinden – durch Aussendung von bestellten „Hilferufen“, Aufstellung von Verhaftungslisten und zum Teil auch selbständiges bewaffnetes Vorgehen – eine bedeutende Rolle bei der Zerschlagung der Arbeiterräte.

### Organisation und politische Praxis
Am 5. Januar 1919 traten Vertreter von etwa 300 Bürgerräten auf Einladung des Berliner Bürgerrates in der Aula der Berliner Universität zusammen, um einen Reichsbürgerrat zu gründen. Friedrich Naumann sprach ein Grußwort. Erster Vorsitzender wurde der Berliner Pfarrer Ludwig Wessel, Stellvertreter waren die Vorsitzenden des Münchner und des Danziger Bürgerrates, Rudolf Meyer-Absberg und Julius Jewelowski. Der Reichsbürgerrat stellte seine Propaganda zunächst unter das Schlagwort der „Gleichberechtigung des Bürgertums“, eine „gesetzlose Klassenherrschaft“ der Arbeiterklasse wurde rhetorisch inszeniert und entschieden abgelehnt. Revolutionäre Linke wie Karl Liebknecht und Rosa Luxemburg wurden als „machtlüsterne Minderheit“ dargestellt; Wessel sprach auf der Gründungsversammlung vom „wahnwitzigen Ideologentum undeutscher, russischer, uns so wesensfremder Menschen“.
Nach anfänglichem Selbstverständnis war der Reichsbürgerrat eine „überparteiliche Sammlungsbewegung“, in der Politiker von der DDP bis hin zur DNVP zusammenarbeiteten. Von Anfang an waren jedoch Differenzen unübersehbar, vor allem hinsichtlich der Frage, ob man die SPD bekämpfen oder mit ihr zusammenarbeiten solle. Vereinzelte linksliberale Stimmen verwarfen die Novemberrevolution zudem nicht in Bausch und Bogen und anerkannten sie als „tief in unseren eigenen Verhältnissen“ angelegt, eine Mehrheit sah in ihr jedoch „eine sinnlose Kopie der russischen Vorgänge“.
Die zügige Reorganisation der bürgerlichen Parteien nahm dem Reichsbürgerrat schon kurz nach seiner Gründung einiges an Bedeutung. Mit der im Frühjahr 1919 weitgehend durchgeführten Entmachtung und dem schließlichen Verschwinden der Arbeiter- und Soldatenräte schwand zudem das Interesse an einem einheitlichen politischen „Bürgerblock“ zumindest auf der Ebene der Reichspolitik. Dennoch konnte sich der Reichsbürgerrat nach einer zweiten Reichskonferenz am 30. März 1919 als Organisation stabilisieren. Er stieß die Gründung von regionalen Landesbürgerräten an, von denen im Frühjahr 1920 13 existierten, die wiederum etwa 330 lokale Bürgerräte anleiteten. Große Bedeutung erlangte vor allem der bayerische Landesbürgerrat, der als Bayerischer Bürgerblock firmierte, den Ausbau der regionalen Einwohnerwehren vorantrieb und später enge Beziehungen zur Organisation Escherich unterhielt. Die örtlichen Bürgerräte entwickelten sich vielerorts zu zusammenfassenden Koordinationszentren bereits bestehender bürgerlicher Organisationen und Interessengruppen. Dem Bremer und dem Dortmunder Bürgerrat gehörten Vertreter von 90 Vereinen und Körperschaften, dem Leipziger etwa 200 Vereine und 7000 Individualmitglieder an. Dem Reichsbürgerrat traten korporativ unter anderem bei:
- Bund der Handwerker
- Reichsausschuss der akademischen Berufsverbände
- Vereinigung der Deutschen Arbeitgeberverbände
- Bund der Landwirte
- Deutscher Landbund
- Schutzverband für deutschen Grundbesitz
- Hansa-Bund für Gewerbe, Handel und Industrie
- Deutscher Offiziersbund
- Kartell der freien technischen Berufe
- Hauptgemeinschaft des deutschen Einzelhandels
- Zentralverband des deutschen Großhandels
- Deutschnationaler Handlungsgehilfenverband
- Deutscher Arbeiterbund

Umgekehrt trat der Reichsbürgerrat anderen Organisationen korporativ bei, darunter der Antibolschewistischen Liga, die er auf diese Weise mitfinanzierte. Außerdem schloss er verschiedene Arbeitsgemeinschaftsabkommen, etwa mit dem Kyffhäuserbund. Am 26. Juli 1919 trat der Reichsbürgerrat mit einem Aktionsprogramm an die Öffentlichkeit, in dem folgende Ziele und Forderungen genannt wurden: „Erziehung des Volkes zum Gemeinschaftsgefühl und zur Hingabe an den Staat“, „Förderung der Bestrebungen zur Errichtung von Einwohnerwehren“, „Unterstützung der antibolschewistischen Propaganda“, „Überbrückung der Klassengegensätze“, „Abbau der Zwangswirtschaft“, „Erhaltung eines gesunden Handwerker- und Kleingewerbetreibenden-Standes“.

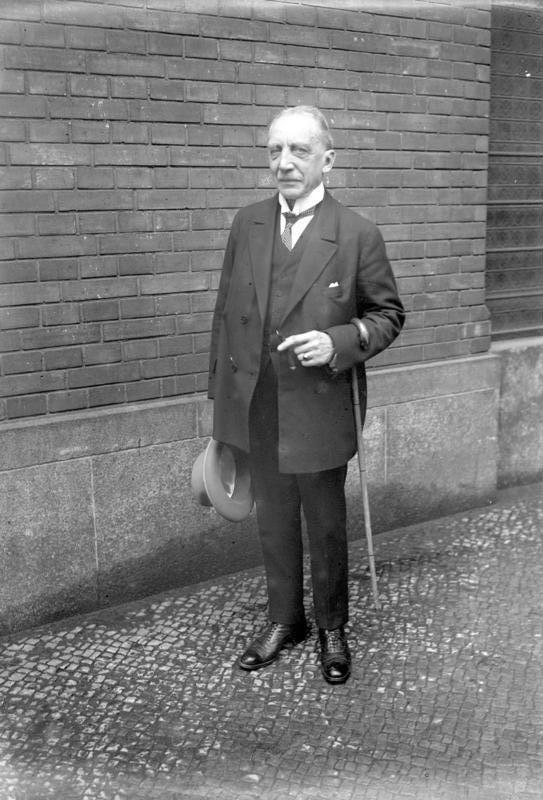
Friedrich Wilhelm von Loebell, der langjährige 1. Vorsitzende des Reichsbürgerrates (1931)

Ende 1919 übernahmen die Kräfte, die die temporäre Kooperation mit der Sozialdemokratie bereits wieder aufkündigen wollten und – ohne das offen auszusprechen – die Restauration der Monarchie für möglich hielten, in Gestalt des ehemaligen preußischen Innenministers Friedrich Wilhelm von Loebell die Führung des Reichsbürgerrates. Loebell legte ein an das Aktionsprogramm angelehntes Reichsbürgerprogramm vor, in dem nun Forderungen nach Revision des Versailler Vertrages – eine Broschüre über die „Schuldlüge“ wurde mit einer Auflage von 4,5 Millionen Exemplaren verbreitet – und nach Beseitigung der innenpolitischen Folgen des „Zusammenbruchs“ in den Vordergrund gerückt wurden. Streiks der Arbeiter sollten fortan – wie hier und da schon geschehen – mit bürgerlichen „Gegenstreiks“ bekämpft werden. Stark betont wurde hier und in der Folge außerdem die Notwendigkeit einer „freien Wirtschaft“, politische und wirtschaftliche Maßregeln, die selbige einschränkten, sollten beseitigt werden, darunter der Achtstundentag und der Anspruch auf Erwerbslosenfürsorge. Der 2. Vorsitzende Meyer-Absberg sah im Reichsbürgerrat die Keimzelle einer bürgerlichen „Einheitsfront“, die nur „einen Feind zu bekämpfen hat, und zwar in jeder Form seines Auftretens, den Marxismus“, im Ergebnis seien „Rechtssozialisten, Bolschewisten, Syndikalisten und Kommunisten“ gleichermaßen auszuschalten.
Das strukturelle Problem der Bürgerrats-Bewegung legte der Kapp-Putsch offen: Einige Räte sprachen sich offen für, andere – so in Leipzig, Frankfurt am Main, Bochum und Stuttgart – gegen den Staatsstreich aus. Eine Mehrheit, darunter auch der Reichsbürgerrat, wandte sich gegen den Generalstreik, propagierte die Aufrechterhaltung von „Ruhe und Ordnung“ und unterstützte den Putsch damit passiv. Loebell suchte Kapp am Abend des 14. März auf und informierte ihn über die zunächst abwartende Haltung der meisten Bürgerräte, was auf diesen „starken Eindruck“ gemacht haben soll. Nach dem Abgang Kapps bemühte sich der Reichsbürgerrat vordringlich darum, die sich kurzzeitig abzeichnende Bildung einer reinen „Arbeiterregierung“ aus SPD-, USPD- und Gewerkschaftsvertretern zu verhindern. Zu diesem Zweck organisierte er mehrere Eingaben von Wirtschaftsverbänden. Er befürwortete hier und in den Folgejahren ein „ständisch orientiertes Präsidialkabinett“, als politischen Hauptgegner sah er die KPD.
Nach dem Putsch ging die Bedeutung des Reichsbürgerrates und der einzelnen Bürgerräte schnell und drastisch zurück, da sich die unterschiedlichen strategischen Konzeptionen der verschiedenen Fraktionen und Strömungen bürgerlicher Politik mit dem Wegfall der revolutionären Bedrohung nicht mehr stabil „sammlungspolitisch“ organisieren ließen. Eine Rolle spielte hierbei auch, dass nun eine prinzipielle Kritik am Politik- und Organisationskonzept des Reichsbürgerrates einflussreiche Anhänger fand: Vor allem linksliberale und jungkonservative Ideologen, die zum Teil selbst mit Propagandakonzepten eines „deutschen“ oder „nationalen Sozialismus“ experimentierten, sprachen sich gegen die vom Reichsbürgerrat verkörperte ostentative Selbstinszenierung des Bürgertums als Klasse aus, da es ihrer Meinung nach gerade die Hauptaufgabe der bürgerlichen Politik war, der Arbeiterklasse das Bewusstsein zu nehmen, selbst Klasse zu sein bzw. einen „Klassengegner“ zu haben; der – so Max Hildebert Boehm – öffentliche „Kampf für das bürgerliche Klassenbewusstsein“ festige lediglich das Klassenbewusstsein der Arbeiter, sei „indirekter Marxismus“ und deshalb zu unterlassen. Obwohl selbst entschieden antisozialistisch, lehnten sie die Bürgerrats-Rhetorik, in der es von aggressiven Schlagworten wie „sozialistische Seuche“, „antisozialistischer Massenblock“, „staatsbürgerliche Einheitsfront“ und „Gewalt gegen Gewalt“ wimmelte, ab.
Die Zeitschrift des Reichsbürgerrates – Der Reichsbürger – stellte 1921 ihr Erscheinen ein, nach 1922 wurden keine Reichskonferenzen mehr veranstaltet. Der Reichsbürgerrat bestand indes fort und gab seit 1924 eine neue Zeitschrift heraus, den Deutschenspiegel. Aus der von ihm 1921 mit angeregten Gründung des Arbeitsausschusses Deutscher Verbände zur Schaffung einer Einheitsfront zur Bekämpfung der Schuldlüge entwickelte sich in diesen Jahren eine der umtriebigsten und einflussreichsten nationalistischen Propagandaorganisationen. 1925 spielte der Reichsbürgerrat bei der Lancierung der Kandidatur Paul von Hindenburgs zur Reichspräsidentenwahl eine wesentliche Rolle, ebenso im Folgejahr bei der Agitation gegen die entschädigungslose Enteignung der deutschen Fürstenhäuser. Die Wahl Hindenburgs und das Scheitern des Volksentscheids gelten als letzte spektakuläre Erfolge der vom Reichsbürgerrat mit den „Methoden bürgerlich-adliger Honoratiorenpolitik [vorangetriebenen] Sammlungspolitik traditionellen Stils“. Zusammen mit dem alten rechtskonservativen Lager, an dessen Agitation gegen die politische Linke, die „Erfüllungspolitik“, den Völkerbund, die Locarno-Verträge und den Young-Plan der Reichsbürgerrat ohne erkennbare eigene Akzente teilnahm, geriet er nach 1926 in eine strukturelle Krise. In der Phase des Aufstiegs der NSDAP hatte sich seine politische Funktionalität erschöpft. 1933 soll der Reichsbürgerrat noch existiert haben, über seine weitere Entwicklung ist nichts bekannt.